# Альфредо Варела
Альфре́до Ма́ртін Пе́дро Варе́ла (ісп. Alfredo Martin Pedro Varela; нар. 24 вересня 1914, Буенос-Айрес — пом. 26 лютого 1984, Мар-дель-Плата) — аргентинський письменник і громадський діяч.

## Біографія
Народився 24 вересня 1914 в місті Буенос-Айресі (Аргентина).
В 1930-ті роки брав участь в Антиімперіалістичному альянсі, був одним із засновників Асоціації молодих письменників. Член Комуністичної партії Аргентини з 1934 року і ЦК КПА з 1963 року.
З 1950 року був членом Всесвітньої Ради Миру (ВРМ), а з 1956 року членом бюро ВРМ. За політичну діяльність піддавався переслідуванням і арештам.
Помер в Мар-дель-Плата 26 лютого 1984 року.

## Творчість
Успіх письменнику приніс роман «Темна ріка» (1943) про важке життя і боротьбу батраків і пробудження їх революційної свідомості. Твір близький до літератури соціалістичного реалізму. Перекладений багатьма мовами, зокрема на українську (1976, перекладачі В. Криштоп і А. Кондратюк) та російську (1974) мови. Роман покладений в основу фільму «Течуть каламутні води» (1952, режисер Уго дель Карріль).
Автор багатьох творів, у тому числі:
- документальна повість «Гуемес і війна гаучо» (1944, про національного героя Аргентини Мартіна Мігеля де Гуемеса);
- «Щоденник аргентинського журналіста в СРСР» (1948, написано під враженням від поїздки по СРСР);
- «Хорхе Кальво, героїчна юність» (1952, про подвиг молодого комуніста; в російському перекладі «Хорхе Кальво. Шлях до безсмертя», 1974);
- «Куба революційна» (1960, про кубинську революцію);
- епічна поема «Невичерпне добриво» (1967, про загиблих патріотів Аргентіни).

## Відзнаки
- Золота медаль Миру імені Ф. Жоліо-Кюрі (1965);
- Міжнародна Ленінська премія «За зміцнення миру між народами» (1972);
- Орден Дружби народів (28 вересня 1974).